# Batlokwa
Batlokwa es una de las tres tribus o clanes principales Basotho, los cuales hablan Sesotho; los otras dos tribus son Bataung y Bakoena. El territorio tribal de los Batlokwa se encuentra en Botsuana, en su distrito Sudeste, en las coordenadas 24°40’44″ N, 25°59’24″ E.

## Historia
A principios del siglo XIX, la tribu estaba asentada en torno al río Wilge y, algunos de sus miembros, en el río Namahadi: una zona que formaría parte del Estado Libre de Orange fundado por los afrikáners en 1854. La economía de la tribu se basaba en la agricultura en los valles y el pastoreo en las laderas de las montañas.
En los años 1890, un pequeño grupo Batlokwa se desplazó también hacia un pequeño pueblo llamado Moshaweng, que hoy en día es la capital de Botsuana. El nombre actual de la capital, Gaborone, se deriva del nombre del líder de la tribu en la época en que se produjo la migración a Moshaweng.
Durante el siglo XX, la población de la tribus Batlokwa y Bakoena creció y entraron en conflicto con los dueños blancos de las granjas cercanas. La situación estalló en 1950, en la llamada rebelión Witsieshoek, ante los intentos de los colonos de limitar el pastoreo de ganado. La revuelta terminó con diecisiete africanos muertos y un número indeterminado de heridos y desplazados a las montañas y Lesoto.